# Zgoda

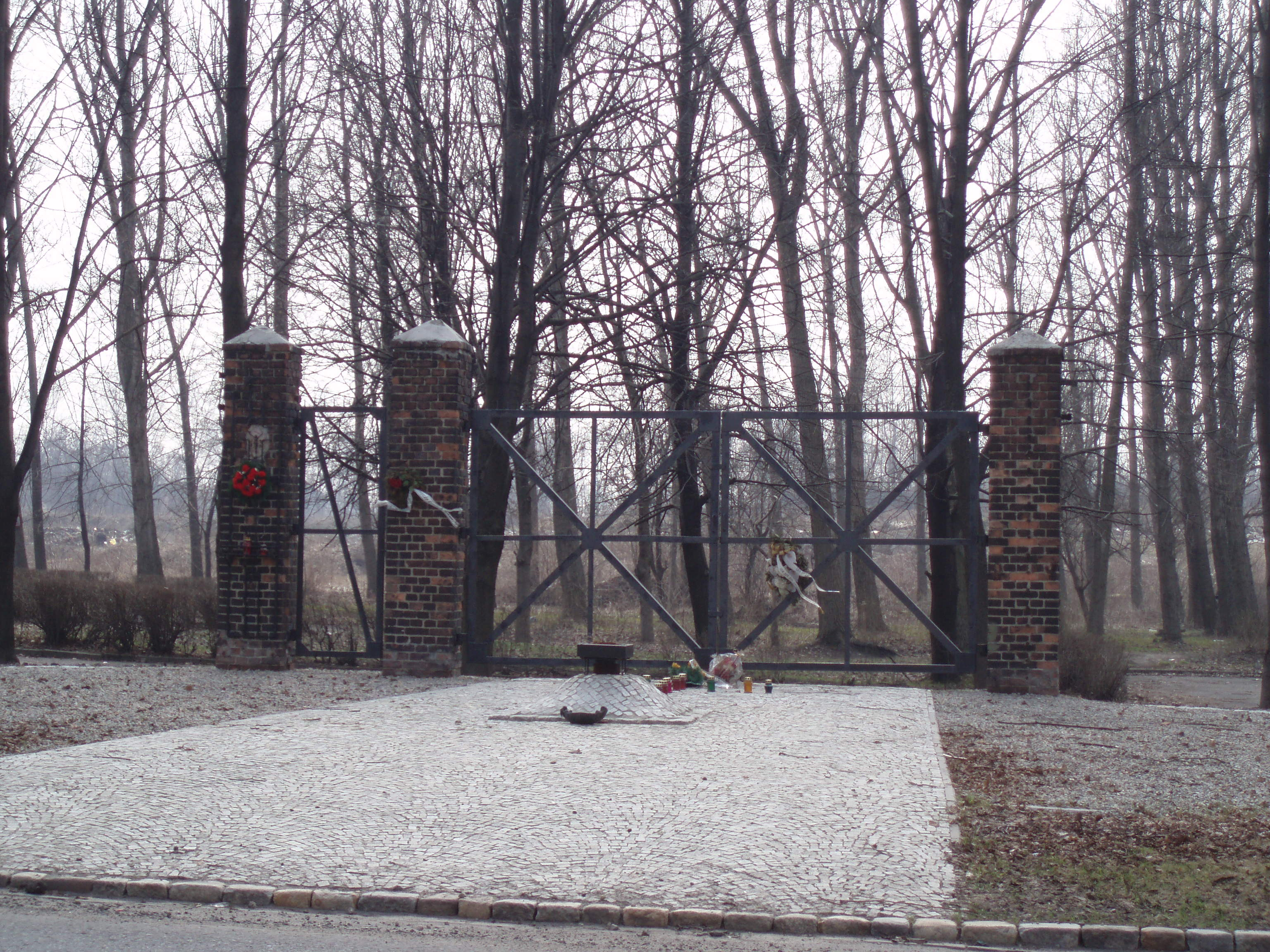
Huvudentrén till koncentrationslägret Zgoda

Zgoda var ett polskt arbetsläger för tyskar i Świętochłowice i Övre Schlesien. Det var ett av 1 255 koncentrationsläger för tyskar i det kommunistiska Polen.
Zgoda öppnades i januari 1945 och var i drift till november samma år. Lägret var 1943 till januari 1945 ett nazityskt arbetsläger vilket övergavs. Lägret återupprättades av sovjetiska NKVD och underställdes den kommunistiska polska hemliga polisen. Lägerkommendant var Salomon Morel.
Ungefär 6 000 människor, även barn och kvinnor, sändes till Zgoda. De var schlesiska civila, både tyskar och några polacker men även personer av andra nationaliteter. Det polska nationella minnesinstitutet har beräknat att 1 855 människor dog i Zgoda, merparten i en tyfusepidemi som lägerledningen inte vidtog några åtgärder mot, och att fångarna utsattes för systematisk tortyr.